# Friedrich Vetterli
Friedrich Vetterli (Wagenhausen, 21 agosto 1822 – Neuhausen am Rheinfall, 21 maggio 1882) è stato un inventore svizzero, direttore della fabbrica d’armi di Neuhausen.

## Biografia
A capo dal 1864 del reparto armi della Schweizerische Industrie Gesellschaft (società di cui divenne direttore due anni dopo), nel 1867 presentò un fucile a ripetizione con chiusura a cilindro rassomigliante a quello Flobert. Dopo molte prove quest'arma fu adattata dal governo federale svizzero, nel 1867, col nome di fucile Vetterli a ripetizione modello 1867, in seguito modello 1869.
Sul finire del 1871 questo modello subì ancora numerose modificazioni, la principale fu di una molla a spirale per la percussione sulla capsula della cartuccia. Più avanti si ebbe il modello 1874.
Il sistema di ripetizione ha il serbatoio con tredici cartucce posto lungo il fusto dell'arma, una molla a spirale con spingitoio porta le cartucce alla culatta nel punto ove una cucchiaia le raccoglie successivamente dopo ogni sparo e le presenta di fronte alla camera, nella quale sono alloggiate, spingendo avanti il cilindro otturatore.
Il fucile era munito di bacchetta alla quale si applicava uno scovolino per la pulitura dell'anima. La pallottola era di piombo, cilindrica. 
Data la semplicità del meccanismo e la sua robustezza, questo fucile venne adottato anche dall'Italia in calibro 10,35 × 47 mm R con poche modificazioni e con successivi miglioramenti, prendendo il nome di fucile Vetterli Mod. 1870. Il fucile Vetterli italiano era munito di leva di sicurezza Clavarino, modificato in seguito da Vitali e restò in servizio, trasformato a ripetizione nel modello Vetterli-Vitali Mod. 1870/87, fino all'adozione del Carcano Mod. 91.
Nella Grande Guerra, lo stesso fucile fu ulteriormente modificato in calibro 6,5 × 52 mm e servì nelle trincee come Vetterli-Vitali Mod. 1870/87/16. 